# Cơn mưa thịt viên (phim)
Cơn mưa thịt viên (tiếng Anh: Cloudy with a Chance of Meatballs) là phim hoạt hình máy tính Mỹ 2009 dựa trên quyển sách cùng tên dành cho thiếu nhi của Judi và Ron Barrett. Phim được sản xuất bởi Sony Pictures Animation và Columbia Pictures phát hành vào 18 tháng 9 năm 2009. Tham gia lồng tiếng phim gồm Bill Hader, Anna Faris, Bruce Campbell, James Caan, Bobb'e J. Thompson, Andy Samberg, Mr. T, Benjamin Bratt, Neil Patrick Harris, Al Roker, Lauren Graham, và Will Forte. Đạo diễn phim là Phil Lord and Christopher Miller. Phim giành được thành công thương mại khi kiếm về $243 triệu với kinh phí sản xuất là $100 triệu.

## Nội dung
Nhà khoa học đầy khát vọng Flint Lockwood sống với người cha góa vợ là Tim Lockwood, và trợ lý khỉ của ông, chú khỉ Steve, tại Swallow Falls, một hòn đảo ở Đại Tây Dương với nền kinh tế dựa trên cá mòi. Vì cá mòi được coi là không ngon bởi phần còn lại của thế giới, nền kinh tế của hòn đảo suy giảm, buộc người dân của nó phải sống bằng một chế độ ăn uống chủ yếu dựa trên cá mòi. Một ngày nọ, Flint phát triển Máy tái tạo thực phẩm động siêu đột biến tên là Flint Lockwood Diatonic Super Mutating Dynamic Food Replicator (viết tắt là FLDSMDFR)
một thiết bị chuyển đổi nước thành thức ăn, trong nỗ lực mở rộng chế độ ăn uống của thị trấn, gây ra nhiều sự thất vọng cho Tim, người khó chịu với kế hoạch thất bại của Flint, muốn anh ta thay vào đó điều hành công việc kinh doanh của gia đình. Nỗ lực đầu tiên của Flint trong việc cắm thiết bị này sẽ làm mất điện ngôi nhà của anh ta, vì vậy anh ta kết nối FLDSMDFR với một trạm biến áp địa phương, làm nó quá tải và gửi nó đi khắp thị trấn, phá hủy Sardine Land - một công viên giải trí theo chủ đề cá mòi có nghĩa là để hồi sinh thị trấn, và biến mất vào bầu trời. Sự hỗn loạn khiến Flint trở thành cơn thịnh nộ của thị trấn, của phóng viên hiện trường nghiệp dư Sam Sparks, và sự thất vọng của Tim.
Ngay sau đó, bánh mì kẹp pho mát bắt đầu rơi từ trên trời xuống và Flint nhận ra FLDSMDFR đang hoạt động thành công ở tầng bình lưu, sử dụng hơi nước ngưng tụ từ các đám mây để tạo ra hệ thống thời tiết dựa trên thực phẩm trong khi vẫn giữ cho nó nổi. Người dân của Swallow Falls vui mừng với những lựa chọn thực phẩm mới của họ, họ đổi tên nó thành Chew-and-swallow, và nó trở thành một điểm đến "du lịch ẩm thực", khiến Flint trở thành một người nổi tiếng quốc tế. Flint và Sam ngày càng thân thiết hơn sau khi cô tiết lộ rằng cô đã bị trêu chọc khi còn nhỏ vì cặp kính và niềm đam mê của cô với khí tượng học. Tuy nhiên, Flint nhận thấy rằng thực phẩm của FLDSMDFR đã bắt đầu trở nên lớn dần về kích thước, do các sáng tạo của FLDSMDFR đột biến trong khí quyển, đã bị quá tải bởi một lượng lớn hơi nước. Anh ta cố gắng cảnh báo thị trưởng của thị trấn về sự cố của FLDSMDFR, mặc dù thị trưởng quá quan tâm đến lợi nhuận và phớt lờ anh ta.
Sau khi một cơn lốc xoáy làm bằng mì Ý đe dọa thị trấn, Flint đã cố gắng đóng FLDSMDFR, chỉ để thị trưởng vô tình phá hủy bảng điều khiển trong khi cố gắng ngăn chặn anh ta, khiến chiếc máy hoạt động không ổn định và tạo ra một cơn bão lớn. Flint tạo một ổ USB flash được thiết kế để tắt FLDSMDFR và sử dụng chiếc ô tô bay đã được sửa sang lại của mình để tiếp cận nó, đi cùng với Steve, Sam, người quay phim Manny của cô và linh vật "Baby" Brent trước đây của thị trấn. Khi đến được FLDSMDFR, họ phát hiện ra nó đã bao quanh mình trong một vật thể giống như thịt viên khổng lồ làm thức ăn để bảo vệ. Khi cả nhóm tiến vào bên trong, ổ đĩa flash bị phá hủy, khiến Flint gọi cho Tim và hướng dẫn anh ta gửi mã của ổ đĩa vào điện thoại di động thông qua máy tính trong phòng thí nghiệm của anh ta. Khi tiếp cận FLDSMDFR, Flint kết nối điện thoại của mình với mã ổ đĩa flash mà Tim gửi cho nó, chỉ để phát hiện ra rằng tệp đã được gửi nhầm. Tất cả dường như biến mất cho đến khi Flint sử dụng công thức Spray-On-Shoes của mình trên máy, khiến nó phát nổ và phá hủy viên thịt, kết thúc cơn bão. Sau khi sống sót sau sự hủy diệt, Flint gặp lại Tim, người cuối cùng thể hiện sự đánh giá cao đối với những phát minh của con trai mình, và Sam, người mà anh ấy chia sẻ một nụ hôn.

## Phân vai
- Bill Hader vai Flint Lockwood
- Max Neuwirth vai Flint Lockwood (hồi nhỏ)
- Anna Faris vai Samantha "Sam" Sparks
- James Caan vai Tim Lockwood
- Neil Patrick Harris vai Steve the Monkey
- Bruce Campbell vai Mayor Shelbourne
- Andy Samberg vai Brent McHale
- Mr. T vai Officer Earl Devereaux
- Bobb'e J. Thompson vai Calvin
- Benjamin Bratt vai Manny
- Al Roker vai Patrick Patrickson
- Lauren Graham vai Fran Lockwood
- Will Forte vai Joe Towne